# Pashö
Pashö, även stavat Baxoi, är ett härad (dzong) som lyder under Chamdo i Tibet-regionen i sydvästra Kina. Det ligger omkring 560 kilometer öster om regionhuvudstaden Lhasa.
- Wikimedia Commons har media som rör Pashö.